# Pasaporte hondureño

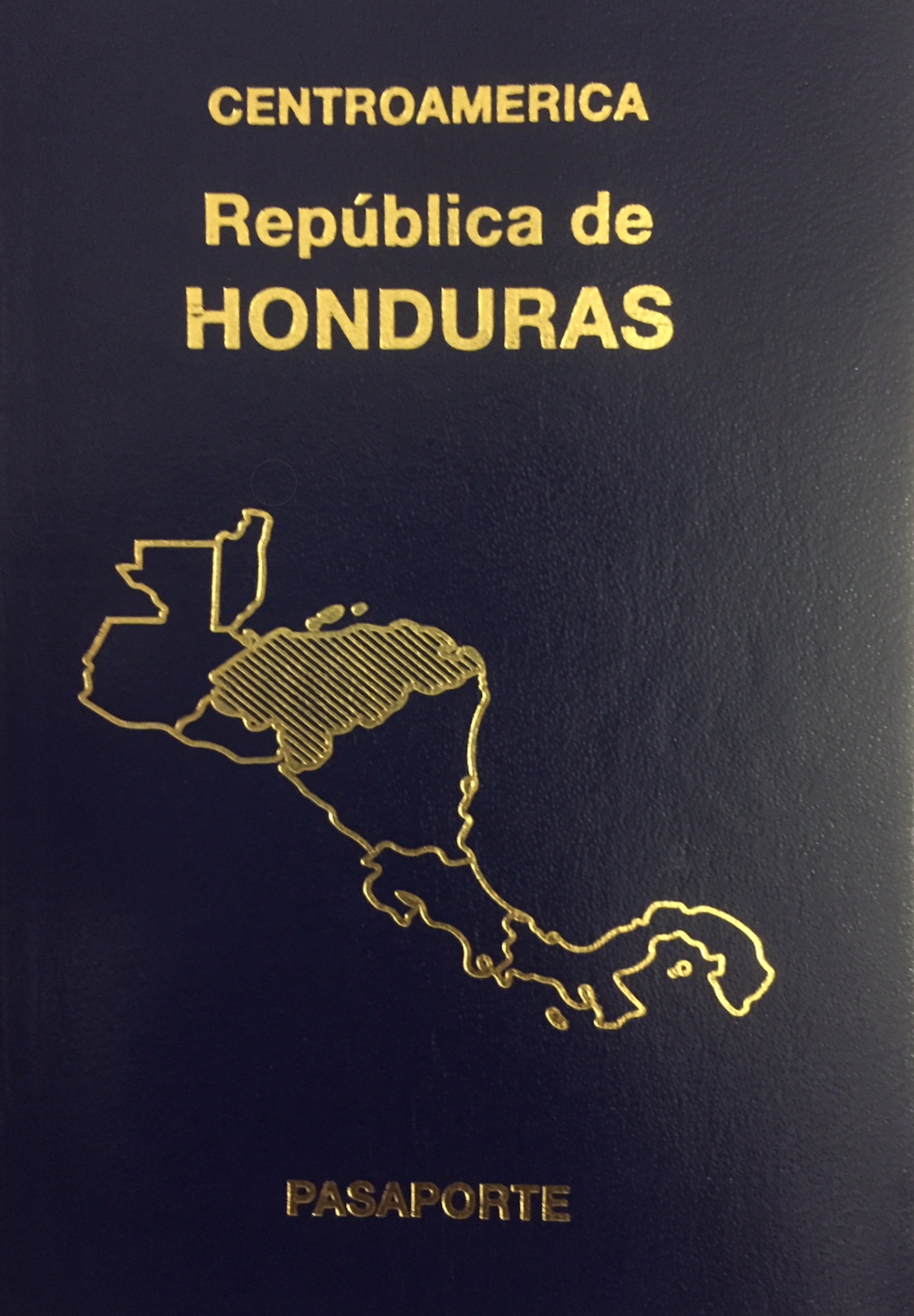
Portada de pasaporte ordinario hondureño.

El pasaporte hondureño es el documento oficial, emitido por el gobierno de la República de Honduras, que identifica al nacional hondureño ante las autoridades de otros países, permitiendo la anotación de entrada y salida a través de puertos, aeropuertos y vías de acceso internacionales. Permite también contener los visados de autorización de entrada.
A partir de 2022, Honduras inició la emisión de su Pasaporte Biométrico

## Apariencia física
Como todos los pasaportes centroamericanos, la portada es de color azul marino con letras doradas que indican el nombre oficial del país en español; en la parte superior tiene las palabras Centroamérica y en medio un mapa de América Central que muestra el territorio de Honduras sombreado. En la parte inferior tiene un texto que indica el tipo de pasaporte.

## Visados
En 2018, los hondureños tenían acceso sin visa o con visa a la llegada a 123 estados y territorios, lo que sitúa al pasaporte hondureño en la 37.ª posición.

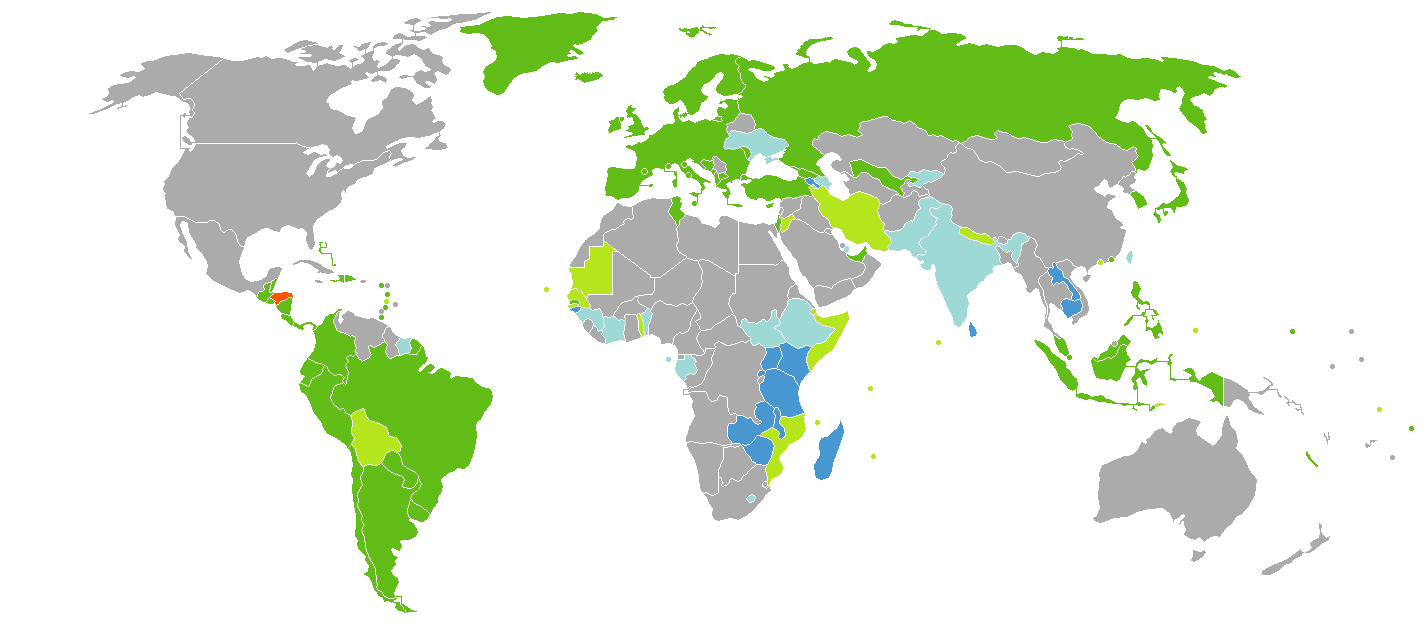
Honduras
Sin necesidad de visa
Visa a la llegada
Visa a la llegada o visa electrónica
Visa electrónica
Se requiere visa antes de la llegada